# Carlo di Guisa (1555-1631)
Carlo di Guisa, duca d'Aumale (25 gennaio 1555 – Bruxelles, 1631), era il secondogenito di Claudio di Guisa duca d'Aumale e di Luisa di Brézé.

## Biografia
Uno dei capi della Lega cattolica, fu governatore della Piccardia e Gran cacciatore di Francia: nel 1587 suscitò una rivolta in Piccardia, preludio alla guerra aperta fra la Casa dei Guisa ed Enrico III di Francia: sconfitto alla Battaglia di Senlis il 17 maggio 1589 dalle forze alleate di Enrico III e di Enrico di Borbone, Re di Navarra, catturato da quest'ultimo alla battaglia di Ivry, morì in esilio.

## Matrimonio e discendenza
Aveva sposato la sua prima cugina Maria di Guisa, figlia di Renato di Guisa, marchese di Elbeuf, al castello di Joinville il 10 novembre 1576; ebbero cinque figli:
- Carlo (1580 - morto giovane)
- Enrico, morto giovane
- Margherita, morta giovane
- Anna (1600 - 10 febbraio 1638), duchessa di Aumale, sposò il 18 aprile 1618 Enrico di Savoia, quarto duca di Nemours
- Maria, sposò Ambrogio Spinola, marchese di Los Balbases, nel 1615

## Ascendenza
|                                             |                                       |                                            | Genitori                                    |  |  | Nonni |  |  | Bisnonni                      |  |  | Trisnonni                    |  |
|                                             |                                       |                                            |                                             |  |  |       |  |  | René II, duca di Lorena e Bar |  |  | Ferry II, conte di Vaudémont |  |
|                                             |                                       |                                            |                                             |  |  |       |  |  | René II, duca di Lorena e Bar |  |  | Ferry II, conte di Vaudémont |  |
|                                             |                                       | Yolande d'Anjou                            |                                             |  |  |       |  |  | René II, duca di Lorena e Bar |  |  |                              |  |
| Claude I, duca di Guisa                     |                                       |                                            |                                             |  |  |       |  |  | René II, duca di Lorena e Bar |  |  |                              |  |
|                                             |                                       | Philippe de Gueldre                        | Adolphe, duca di Gheldria                   |  |  |       |  |  |                               |  |  |                              |  |
|                                             |                                       | Philippe de Gueldre                        | Adolphe, duca di Gheldria                   |  |  |       |  |  |                               |  |  |                              |  |
|                                             |                                       | Philippe de Gueldre                        | Catherine de Bourbon-Clermont               |  |  |       |  |  |                               |  |  |                              |  |
| Claude II, duca d'Aumale                    |                                       | Philippe de Gueldre                        |                                             |  |  |       |  |  |                               |  |  |                              |  |
|                                             |                                       | François, conte di Vendôme                 | Jean VIII, conte di Vendôme                 |  |  |       |  |  |                               |  |  |                              |  |
|                                             |                                       | François, conte di Vendôme                 | Jean VIII, conte di Vendôme                 |  |  |       |  |  |                               |  |  |                              |  |
|                                             |                                       | François, conte di Vendôme                 | Isabelle de Beauvau                         |  |  |       |  |  |                               |  |  |                              |  |
| Antoinette de Bourbon-Vendôme               |                                       | François, conte di Vendôme                 |                                             |  |  |       |  |  |                               |  |  |                              |  |
|                                             |                                       | Marie de Luxembourg, contessa di Saint-Pol | Pierre II de Luxembourg, conte di Saint-Pol |  |  |       |  |  |                               |  |  |                              |  |
|                                             |                                       | Marie de Luxembourg, contessa di Saint-Pol | Pierre II de Luxembourg, conte di Saint-Pol |  |  |       |  |  |                               |  |  |                              |  |
|                                             |                                       | Marie de Luxembourg, contessa di Saint-Pol | Margherita di Savoia                        |  |  |       |  |  |                               |  |  |                              |  |
| Charles I, duca d'Aumale                    |                                       | Marie de Luxembourg, contessa di Saint-Pol |                                             |  |  |       |  |  |                               |  |  |                              |  |
|                                             | Jacques de Brézé, conte di Maulevrier | Pierre de Brézé, conte d'Evreux            |                                             |  |  |       |  |  |                               |  |  |                              |  |
|                                             | Jacques de Brézé, conte di Maulevrier | Pierre de Brézé, conte d'Evreux            |                                             |  |  |       |  |  |                               |  |  |                              |  |
|                                             | Jacques de Brézé, conte di Maulevrier | Jeanne du Bec Crespin                      |                                             |  |  |       |  |  |                               |  |  |                              |  |
| Louis de Brézé, conte di Maulevrier         | Jacques de Brézé, conte di Maulevrier |                                            |                                             |  |  |       |  |  |                               |  |  |                              |  |
|                                             |                                       | Charlotte de Valois                        | Charles VII, re di Francia                  |  |  |       |  |  |                               |  |  |                              |  |
|                                             |                                       | Charlotte de Valois                        | Charles VII, re di Francia                  |  |  |       |  |  |                               |  |  |                              |  |
|                                             |                                       | Charlotte de Valois                        | Agnès Sorel                                 |  |  |       |  |  |                               |  |  |                              |  |
| Louise de Brézé                             |                                       | Charlotte de Valois                        |                                             |  |  |       |  |  |                               |  |  |                              |  |
|                                             |                                       | Jean de Poitiers, signore di Saint Vallier | Aymar de Poitiers, marchese di Cotron       |  |  |       |  |  |                               |  |  |                              |  |
|                                             |                                       | Jean de Poitiers, signore di Saint Vallier | Aymar de Poitiers, marchese di Cotron       |  |  |       |  |  |                               |  |  |                              |  |
|                                             |                                       | Jean de Poitiers, signore di Saint Vallier | Jeanne de La Tour d'Auvergne                |  |  |       |  |  |                               |  |  |                              |  |
| Diane de Poitiers, duchessa del Valentinois |                                       | Jean de Poitiers, signore di Saint Vallier |                                             |  |  |       |  |  |                               |  |  |                              |  |
|                                             |                                       | Jeanne de Batarnay                         | Imbert de Batarnay                          |  |  |       |  |  |                               |  |  |                              |  |
|                                             |                                       | Jeanne de Batarnay                         | Imbert de Batarnay                          |  |  |       |  |  |                               |  |  |                              |  |
|                                             |                                       | Jeanne de Batarnay                         | Georgette de Montchenu                      |  |  |       |  |  |                               |  |  |                              |  |
|                                             |                                       | Jeanne de Batarnay                         |                                             |  |  |       |  |  |                               |  |  |                              |  |